# The Polyfuze Method
The Polyfuze Method – drugi album studyjny amerykańskiego wokalisty i muzyka Kid Rocka. Wydawnictwo ukazało się 16 marca 1993 roku nakładem wytwórni muzycznej Continuum Records.

## Lista utworów
Opracowano na podstawie materiału źródłowego.
| Nr  | Tytuł utworu                | Autorzy                    | Długość |
| --- | --------------------------- | -------------------------- | ------- |
| 1.  | „Fred”                      | R.J. Ritchie               | 0:25    |
| 2.  | „Killin' Brain Cells”       | R.J. Ritchie               | 3:55    |
| 3.  | „Prodigal Son”              | Chris Peters, R.J. Ritchie | 5:18    |
| 4.  | „The Cramper”               | R.J. Ritchie               | 4:12    |
| 5.  | „3 Sheets to the Wind”      | R.J. Ritchie               | 4:43    |
| 6.  | „Fuck U Blind”              | R.J. Ritchie               | 3:55    |
| 7.  | „Desperate-Rado”            | R.J. Ritchie               | 4:25    |
| 8.  | „Back from the Dead”        | Chris Peters, R.J. Ritchie | 4:43    |
| 9.  | „My Oedipus Complex”        | Chris Peters, R.J. Ritchie | 5:35    |
| 10. | „Balls in Your Mouth”       | R.J. Ritchie               | 3:48    |
| 11. | „Trippin' with Dick Vitale” | R.J. Ritchie               | 4:07    |
| 12. | „TV Dinner”                 | R.J. Ritchie               | 0:47    |
| 13. | „Pancake Breakfast”         | R.J. Ritchie               | 3:02    |
| 14. | „Blow Me”                   | R.J. Ritchie               | 2:31    |
| 15. | „In So Deep”                | Chris Peters, R.J. Ritchie | 1:59    |
| 16. | „U Don't Know Me”           | R.J. Ritchie               | 5:25    |
|     |                             |                            | 58:50   |